# Trianthema salsoloides
Trianthema salsoloides är en isörtsväxtart som beskrevs av Edward Fenzl och Daniel Oliver. Trianthema salsoloides ingår i släktet Trianthema och familjen isörtsväxter. Inga underarter finns listade i Catalogue of Life.